# Castello di Frundsberg

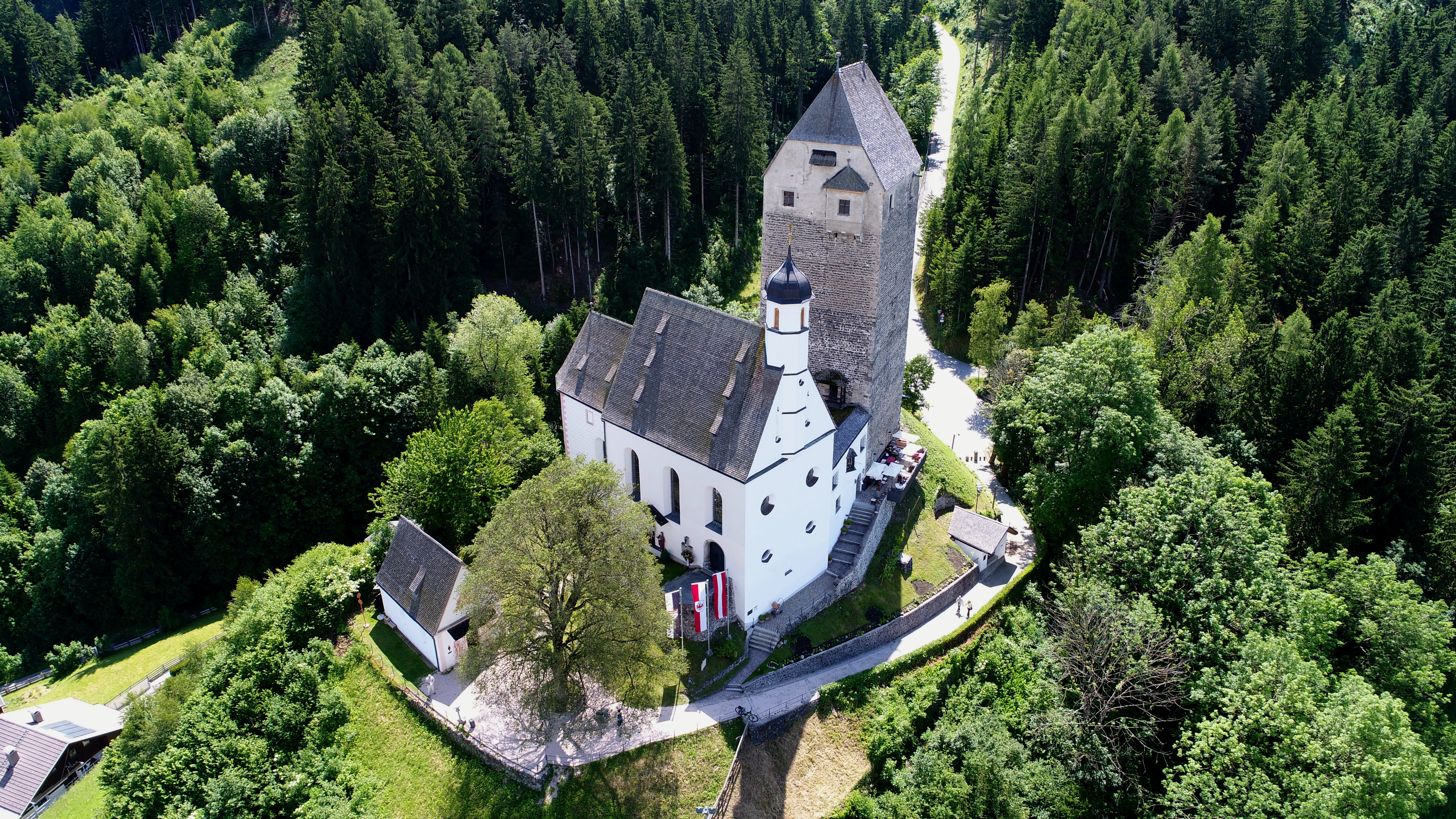
Castello di Frundsberg

Il castello di Frundsberg è una costruzione alla periferia sud di Schwaz, in Tirolo. Il castello, in cima alla collina, si trova su una ripida collina che può essere vista da lontano, a circa 170 m sopra il fondovalle della Valle dell'Inn.
Il castello fu fondato nel 1150 dai signori di Feundsberg. Inizialmente, il complesso era costituito solo da una torre residenziale di cinque piani (28 m), che si è conservata fino ad oggi e nella quale sono ancora visibili parti dell'affresco originale. La prima cappella, dedicata alla Santa Croce e a Santa Maria, fu consacrata il 23 novembre 1176 dal legato pontificio Arcivescovo Corrado di Wittelsbach. Nel 1467 il castello fu venduto all'arciduca Sigismondo d'Austria, che lo ricostruì negli anni successivi e gli diede temporaneamente il nome di Sigmundsruh, secondo un'altra fonte Siegmundsfried.
Dal 1634 al 1637 fu costruita una chiesa-palazzo in stile tardo rinascimentale. Dopo ulteriori cambiamenti di proprietà, il complesso è di proprietà della città di Schwaz dal 1812, che ha iniziato il restauro nel 1966.
Il primo museo della città di Schwaz è stato aperto a Innsbrucker Strasse nel 1930. Dal 1948 il mastio del castello funge da museo di storia locale, documentando lo sviluppo della città di Schwaz e l'estrazione dell'argento che si svolgeva nella zona.